# The Elder Scrolls IV: Oblivion
The Elder Scrolls IV: Oblivion, tudi samo Oblivion, je videoigra zvrsti igranja domišljijskih vlog razvijalca Bethesda Game Studios, ki je izšla 20. marca 2006 pri založbah 2K Games in Bethesda Softworks. Gre za četrti del serije The Elder Scrolls.
Prva različica je bila narejena za osebne računalnike z operacijskim sistemom Windows in konzolo Xbox 360, leto kasneje pa je izšla še predelava za konzolo PlayStation 3. Jeseni 2007 je igra izšla v pakiranju Game of the year edition, v katerem so združeni osnovna igra in dva dodatka: Knights of the Nine in Shivering Isles.
V Oblivionu igralec potuje po srednjeveškem fantazijskem svetu, v katerem so tudi pošasti in druga bitja (orki, vilinci...). Njegova osnovna naloga je zatreti fanatičen kult, ki želi odpreti prehod v peklensko dimenzijo imenovano Oblivion (dobesedno »pozaba«) in spustiti njegove strahote v fizični svet. Podobno kot pri prejšnjih delih serije je dogajanje povsem odprto, igralec lahko potuje po vsem igrinem svetu in počne kar želi, ni nujno da razrešuje osnovno zgodbo. To omogoča mnogo različnih pristopov k igranju.
Igra je bila dobro sprejeta med kritiki, prejela je tudi več nagrad.